# Il supplente (film 2006)
Il supplente è un cortometraggio diretto da Andrea Jublin. Nel 2008 è stato candidato all'Oscar al miglior cortometraggio.  Il film è dedicato a chi ha problemi di condotta, la dedica si trova alla fine del video prima dei titoli di coda..

## Trama
Un supplente si presenta nella classe di un liceo e come prima cosa sequestra una pallina con cui dei ragazzi stanno giocando in classe. La pallina reca la firma del calciatore Del Piero. Il ragazzo proprietario della pallina tenta in più modi di farsi restituire la pallina dal supplente, ma questo non gliela restituisce e in classe ha dei comportamenti stravaganti. Ad un certo punto entra nella classe un altro insegnante il quale stupito dalla presenza del supplente gli chiede di qualificarsi. Per tutta risposta il supplente va alla finestra, la apre e saltando giù esce dalla classe portandosi via la pallina firmata da del Piero. Il finto supplente è un giovane avvocato, che sente la mancanza del suo essere liceale. Questi raggiunge il suo studio dove è atteso con ansia per una importante riunione con degli ospiti cinesi. Una volta entrato in sala riunioni mentre sta cominciando l'incontro viene raggiunto dal ragazzo proprietario della pallina il quale cerca in ogni modo di farsela restituire. L'avvocato che si è finto supplente si libera del ragazzo fingendo di lanciare la pallina di sotto, ma il tutto viene notato dal capo della delegazione cinese che è interessato alla pallina firmata. Cosi il capo delegazione cerca di farsi dare la pallina allettando l'avvocato con la promessa di buoni risultati dalla riunione intrapresa e, mentre gli altri colleghi italiani lo guardano nella speranza che lui ceda la pallina, questi si rifiuta.

## Riconoscimenti
- 2005 - Concorso SkyLab
  - Premio alla sceneggiatura
- 2007 - Sundance Film Festival
  - Premio Concorso Short
- 2007 - Aspen Shortsfest
  - Best Comedy
- 2008 - Premio Oscar
  - Candidatura all'Oscar al miglior cortometraggio